# Дилофо (дем Горуша)
Вижте пояснителната страница за други значения на Дилофо.
Дилофо или Либохово (на гръцки: Δίλοφο, катаревуса Δίλοφον, Дилофон, до 1929 година Βραχοπλαγιά, Врахоплая, до 1927 година Λιμπόχοβο, Либохово) е село в Егейска Македония, Република Гърция, дем Горуша (Войо), област Западна Македония.

## География
Селото е разположено на 980 m надморска височина, на 3 km южно от пътя Кожани - Неаполи (Ляпчища) - Коница, в югозападните склонове на планината Горуша (Войо). Отдалечено е на 12 km от село Пендалофос (Жупан).

## История

### В Османската империя
В края на XIX век Либохово е село в Жупанска нахия в Анаселишка каза на Османската империя. Църквата „Свети Илия“ е от 1817 година, а главната селска църква „Успение Богородично“ от 1844 година.
Александър Синве („Les Grecs de l’Empire Ottoman. Etude Statistique et Ethnographique“) в 1878 година пише, че в Ливоховон (Livohovon), Сисанийска епархия, живеят 1200 гърци.
Според статистиката на Васил Кънчов („Македония. Етнография и статистика“) в 1900 година Либохово има 300 жители гърци християни.
На Етнографската карта на Битолския вилает на Картографския институт в София от 1901 година Либохово е чисто гръцко село в казата Населица на Серфидженския санджак с 91 къщи.
По данни на секретаря на Българската екзархия Димитър Мишев („La Macédoine et sa Population Chrétienne“) в 1905 година в Либахово (Libahovo) има 200 гърци.
Според статистика на Серфидженския санджак на гръцкото консулство в Еласона от 1904 година в Либохово (Λιμπόχοβο), Населишка каза, живеят 400 гърци елинофони християни.

### В Гърция
През Балканската война в 1912 година в селото влизат гръцки части и след Междусъюзническата в 1913 година Либохово остава в Гърция. В 1927 година е прекръстено на Врахоплая, а в 1929 година – на Дилофо.
Населението традиционно произвежда жито, картофи и други земеделски продукти, като се занимава и със скотовъдство.
| Име     | Име     | Ново име | Ново име | Описание                     |
| ------- | ------- | -------- | -------- | ---------------------------- |
| Варенга | Βαρέγγα | Профитис | Προφήτης | връх на С от Дилофо (1119 m) |

| Година    | 1913 | 1920 | 1928 | 1940 | 1951 | 1961 | 1971 | 1981 | 1991 | 2001 | 2011 | 2021 |
| --------- | ---- | ---- | ---- | ---- | ---- | ---- | ---- | ---- | ---- | ---- | ---- | ---- |
| Население | 501  | 347  | 338  | 331  | 196  | 135  | 70   | 117  | 112  | 47   | 24   | 11   |

## Личности
Родени в Дилофо
- Йоанис Захос (1867 – 1964), гръцки лекар и политик
- Николос Курнавос (1912 – 1989), гръцки политик